# れいめい型巡視船
れいめい型巡視船（英語: Reimei-class patrol vessel）は、海上保安庁のヘリコプター搭載型巡視船の船級。ネームシップの建造費用は262億円。

## 来歴
2012年9月の尖閣諸島国有化以降、尖閣諸島周辺海域では中国政府の公船の徘徊や領海侵入等の事案の頻度が増加していた。これに対し海上保安庁ではつがる型（ヘリコプター1機搭載型PLH）2隻、くにがみ型（1,000トン型PL）10隻の計12隻の巡視船によって尖閣領海警備専従体制の構築を図っており、2016年3月には支援施設を含めて構築が完了した。
しかしこの間も、2013年には従来4つが乱立していた中華人民共和国の海上保安機関が中国海警局として整理統合され、更に体制の強化が進められるなど、情勢は急激に変化していた。2016年には、領海に侵入する中国漁船に伴走するかたちで中国公船も領海に侵入する状況も出現し、更に来航する公船も増加していた。専従体制が完成した時点で、1,000トン以上の巡視船の勢力において既に海上保安庁は中国海警局の半分程度となっており、しかも中国海警局は更に増強を進めていた。
この情勢を受けて2016年8月24日に閣議決定された平成28年度第2次補正予算では、海上保安体制の強化のため過去最大となる674億円が盛り込まれた。そしてこのとき、尖閣領海警備体制の強化と大規模事案の同時発生に対応できる体制の整備を目的として計画された巡視船の1隻が「れいめい」であった。

## 設計
設計面では、平成22年度計画で建造された「あきつしま」の発展型とされているが、計画年度が6年離れているため、全体に改正が加えられている。例えば後檣は、「あきつしま」では前檣と同じラティス構造だったのに対して、本船ではサーチライトやFCSの台座を兼ねた塔状のマストになった。居住区画は騒音コード（船員に対する防音措置）に配慮して、配置や制振材の活用などにより居住性の向上を図っている。また事案の長期化への対応として、十分な清水・食料などを搭載するスペースが確保されている。
速力25ノット以上を確保するため、主機としてSEMT ピルスティク12PC2-6V ディーゼルエンジン（単機9,000馬力）4基を、IHI原動機(現三井E&S DU)もしくはJFEエンジニアリングでライセンス生産した上で搭載し、合計36,000馬力の出力を確保している。これは経済性・低速連続航行適応能力も向上させるため、低負荷域の燃焼を改善した機種である。推進器については可変ピッチプロペラとされた。

## 装備
兵装は70口径40mm単装機関砲と20mm多砲身機関砲を2基ずつ搭載する。この搭載数は「あきつしま」と同じだが、本型では70口径40mm単装機関砲を新型のボフォースMk.4に更新した。また遠隔放水銃および停船命令等表示装置、遠隔監視採証装置も搭載される。
両舷に、それぞれ高速警備救難艇、全天候型救命艇、警備艇を搭載する。この搭載艇の種類・数も「あきつしま」と同様である。
ヘリコプターについては、格納庫には「あきつしま」と同様にスーパーピューマ225（EC225LP）を2機収容でき、ヘリコプター甲板の移送用レールもそれに合わせた配置となっているが、搭載数の定数としては1機とされている。
搭載機について、「七ツ島運航支援センター」（2024年〈令和6年〉10月運用開始）が「七ツ島巡視船基地」に設置されたことにより鹿児島保安部所属のヘリコプター搭載型巡視船5隻（2024年10月現在、「れいめい」型2隻、「しゅんこう」型3隻）の各搭載機は「七ツ島運航支援センター」格納庫での整備、一括運用されることになり各船から「七ツ島運航支援センター」での一括管理運用となり、搭載機は各巡視船の運用に合わせてその都度派遣されることとなった。

## 同型船一覧
| 計画年度             | 番号   | 船名     | 造船所   | 起工          | 進水           | 就役           | 配属              | 備考                                                               |
| -------------------- | ------ | -------- | -------- | ------------- | -------------- | -------------- | ----------------- | ------------------------------------------------------------------ |
| 平成28年度 第2次補正 | PLH-33 | れいめい | 三菱長崎 | 2018年2月16日 | 2019年3月8日   | 2020年2月19日  | 鹿児島 (第十管区) |                                                                    |
| 平成29年度           | PLH-34 | あかつき | 三菱長崎 | 2018年2月16日 | 2020年4月10日  | 2021年2月16日  | 鹿児島 (第十管区) |                                                                    |
| 平成29年度 補正      | PLH-35 | あさづき | 三菱下関 | 2019年2月25日 | 2020年12月15日 | 2021年11月12日 | 石垣 (第十一管区) |                                                                    |
| 令和3年度補正        | PLH-31 | しきしま | 三菱下関 | 2022年        | 2024年3月13日  | 2025年3月3日   | 鹿児島 (第十管区) | 初代「PLH31しきしま」 （2024年3月14日解役）代替 （船番船名引継ぎ） |